# Нове Марцинково
Нове Марцинково (пол. Nowe Marcinkowo, нім. Neu Märtinsdorf) — село в Польщі, у гміні Біскупець Ольштинського повіту Вармінсько-Мазурського воєводства.
Населення — 200 осіб (2011).
У 1975-1998 роках село належало до Ольштинського воєводства.

## Демографія
Демографічна структура станом на 31 березня 2011 року:
|          | Загалом | Допрацездатний вік | Працездатний вік | Постпрацездатний вік |
| -------- | ------- | ------------------ | ---------------- | -------------------- |
| Чоловіки | 99      | 26                 | 66               | 7                    |
| Жінки    | 101     | 28                 | 61               | 12                   |
| Разом    | 200     | 54                 | 127              | 19                   |